# Гері Меббатт
Гері Меббатт (англ. Gary Mabbutt, нар. 23 серпня 1961, Бристоль) — англійський футболіст, що грав на позиції центрального захисника за «Бристоль Роверс», «Тоттенгем Готспур» і національну збірну Англії.

## Клубна кар'єра

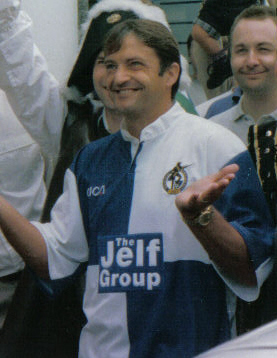
Меббатт 1997 року у формі свого першого клубу«Бристоль Роверс».

У дорослому футболі дебютував 1979 року виступами за команду клубу «Бристоль Роверс» з рідного міста, в якій провів три сезони, взявши участь у 131 матчі чемпіонату. 
1982 року перейшов до клубу «Тоттенгем Готспур», в якому на наступні 16 сезонів став основним центральним захисником. За цей час став одним з найкращих захисників в англійському футболі. Протягом 1987—1998 років був капітаном лондонської команди.
У складі «Готспур» став володарем Кубка УЄФА 1983/84, а згодом виборов Кубок Англії 1990/91. Був однією з основних дійових осіб фіналу Кубка Англії 1987 року — спочатку забив другий гол «Готспур» у ворота «Ковентрі Сіті», зробивши рахунок 2:1, а після того, як рахунок зрівнявся і гра перейшла в овертайм, став автором вирішального м'яча, який, щоправда, забив у власні ворота. Цей автогол виявився вирішальним і приніс команді з Ковентрі єдиний у її історії великий трофей — Кубок Англії. Відтоді став легендарною фігурою серед уболівальників «Ковентрі Сіті», а згодом їх фанатський журнал отримав назву «Коліно Гері Меббатта» (англ. Gary Mabbutt's Knee).
У першій грі сезону 1996/97 отримав важку травму — перелом ноги, через який пропустив решту сезону. Наступного сезону досвідчений захисник повернувся на поле, проте не зміг повернутися на колишній рівень і завершив професійну кар'єру футболіста влітку 1998 року.

## Виступи за збірні
Протягом 1982–1996 років залучався до складу молодіжної збірної Англії. На молодіжному рівні зіграв у 7 офіційних матчах, забив 2 голи.
1982 року дебютував і в офіційних матчах у складі національної збірної Англії. Протягом кар'єри у національній команді, яка тривала 11 років, провів у формі головної команди країни 16 матчів, забивши 1 гол.
З 1984 по 1992 рік також захищав кольори другої збірної Англії. У складі цієї команди провів 9 матчів, забив 1 гол.

## Титули і досягнення
- Володар Кубка УЄФА (1):

«Тоттенгем Готспур»: 1983-1984
- Володар Кубка Англії (1):

«Тоттенгем Готспур»: 1990-1991
- Чемпіон Європи (U-18): 1980